# Medjez Amar
Medjez Amar (arabisch: مجاز عمار) ist eine algerische Gemeinde in der Provinz Guelma mit 7703 Einwohnern. (Stand: 1998)

## Geographie
Medjez Amar wird umgeben von Ben Djarah und Guelma im Osten und von Hammam Debagh.